# Lacey Conner

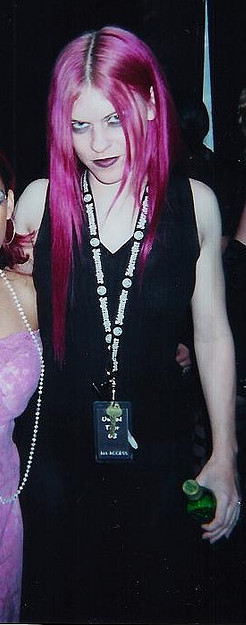
Lacey Conner (2008)

Lacey Conner (* 10. Juni 1976 in Dallas, Texas) ist eine US-amerikanische Sängerin und Songwriterin im Metal-Genre. Zudem war sie bei mehreren Reality-Shows vom Sender VH1 zu sehen. Durch ihre Teilnahme bei Rock of Love with Bret Michaels und Charm School, die beide auf MTV Germany ausgestrahlt wurden, erlangte sie eine gewisse Bekanntheit außerhalb der USA.

## Karriere

### Musik
1999 gründete sie zusammen mit Chris Telkes die Band Nocturne, mit der sie bisher fünf Alben veröffentlichte. Die Band tourte zusammen mit Bands wie Pigface, Genitorturers und King Diamond und pausiert bis auf wenige Einzelshows seit 2008. Seit 2006 arbeitet sie an ihrer Solokarriere. Ihr Vater Otis Conner produzierte das Musikvideo zu ihrer Single This Thing Called Love. Seit 2010 spielt sie in der belgischen Acid-House-Band Lords of Acid.

### Schauspielerei
Lacey Conner wurde durch ihren Auftritt bei Rock of Love with Bret Michaels international bekannt. Es folgten weitere Auftritte bei Charm School und I Love Money. Im Januar 2009 wurde sie zur Sprecherin von Dean Guitars beim NAMM-Webhost (National Association of Music Merchandisers) gewählt. 2013 wirkte sie im Musikvideo You're Insane von Escape the Fate mit.

## Veröffentlichungen
- 1999: Twilight (Triple X Records)
- 2001: Welcome to Paradise (Triple X)
- 2002: Paradise Wasted (Underground Inc. / Invisible Records)
- 2003: Axis of Evil: Mixes of Mass Destruction (Underground Inc. / Invisible Records)
- 2005: Guide to Extinction (Triple X)

## Aktivismus
Lacey Conner ist eine Philanthropin. So ist sie Mitglied in mehreren Organisationen, die versuchen, die Menschenrechte zu schützen. Auch ist sie in Vereinigungen aktiv, die gegen Völkermord protestieren. Des Weiteren ist sie im Raum Los Angeles eine bekannte Unterstützerin des Tierschutzes und Umweltaktivistin. Im Frühjahr 2007 gründete sie die New Dawn Pet Rescue, die versucht, für ausgesetzte Hunde und Katzen in Los Angeles neue Familien zu finden.